# Kalle Jalkanen
Kalle Jalkanen (n. 10 mai 1907, Suonenjoki, Marele Principat al Finlandei, Imperiul Rus – d. 5 septembrie 1941, Kirjasalo⁠(d), RSFS Rusă, URSS) a fost un schior de fond ce a reprezentat Finlanda, medaliat olimpic. A participat la o ediție a Jocurilor Olimpice (1936) în care a câștigat o medalie de aur.

## Participări
Lista de mai jos prezintă principalele competiții la care a participat Kalle Jalkanen de-a lungul carierei.
- cross-country skiing at the 1936 Winter Olympics – men's 4 × 10 km relay[*]